# Virola multinervia
Virola multinervia är en tvåhjärtbladig växtart som beskrevs av Adolpho Ducke. Virola multinervia ingår i släktet Virola och familjen Myristicaceae. Inga underarter finns listade i Catalogue of Life.